# Czwarty rząd Williama Ewarta Gladstone’a

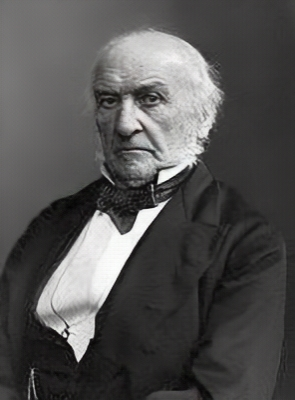
William Ewart Gladstone, premier, pierwszy lord skarbu, lord tajnej pieczęci

Czwarty rząd Partii Liberalnej pod przewodnictwem Williama Ewarta Gladstone’a powstał po wygranych wyborach 15 sierpnia 1892 r. i przetrwał do 2 marca 1894 r., kiedy Gladstone zrezygnował ze stanowiska do odrzuceniu Home Rule Bill, która nadawała Irlandii autonomię.
Członków ścisłego gabinetu wyróżniono tłustym drukiem.

## Skład rządu
| Urząd                                                  | Imię i nazwisko | Kadencja                                |
| ------------------------------------------------------ | --- | --------------------------------------- |
| Premier Pierwszy Lord Skarbu lord tajnej pieczęci      | William Ewart Gladstone | 1892–1894                               |
|                                                        | |                                         |
| Kanclerz skarbu                                        | William Vernon Harcourt | 1892–1894                               |
| Parlamentarny sekretarz skarbu                         | Edward Marjoribanks | 1892–1894                               |
| Finansowy sekretarz skarbu                             | John Tomlinson Hibbert | 1892–1894                               |
| Młodsi lordowie skarbu                                 | Thomas Edward Ellis Richard Causton William Alexander McArthur | 1892–1894                               |
| Lord kanclerz                                          | Farrer Herschell, 1. baron Herschell | 1892–1894                               |
| Lord przewodniczący Rady                               | John Wodehouse, 1. hrabia Kimberley | 1892–1894                               |
| Minister spraw wewnętrznych                            | Herbert Henry Asquith | 1892–1894                               |
| Podsekretarz stanu w ministerstwie spraw wewnętrznych  | Herbert Gladstone | 1892–1894                               |
| Minister spraw zagranicznych                           | Archibald Primrose, 5. hrabia Rosebery | 1892–1894                               |
| Podsekretarz stanu w ministerstwie spraw zagranicznych | Edward Grey | 1892–1894                               |
| Minister wojny                                         | Henry Campbell-Bannerman | 1892–1894                               |
| Podsekretarz stanu w ministerstwie wojny               | William Mansfield, 2. baron Sandhurst | 1892–1894                               |
| Finansowy sekretarz w ministerstwie wojny              | William Woodall | 1892–1894                               |
| Minister kolonii                                       | George Robinson, 1. markiz Ripon | 1892–1894                               |
| Podsekretarz stanu w ministerstwie ds. kolonii         | Sydney Buxton | 1892–1894                               |
| Minister ds. Indii                                     | John Wodehouse, 1. hrabia Kimberley | 1892–1894                               |
| Podsekretarz stanu w ministerstwie ds. Indii           | George William Erskine Russell | 1892–1894                               |
| Pierwszy lord Admiralicji                              | John Spencer, 5. hrabia Spencer | 1892–1894                               |
| Parlamentarny sekretarz przy Admiralicji               | Ughtred Kay-Shuttleworth | 1892–1894                               |
| Cywilny lord Admiralicji                               | Edmund Robertson | 1892–1894                               |
| Wiceprzewodniczący Komitetu Edukacji                   | Arthur Dyke Acland | 1892–1894                               |
| Główny sekretarz Irlandii                              | John Morley | 1892–1894                               |
| Lord namiestnik Irlandii                               | Robert Crewe-Milnes, 2. baron Houghton | 1892–1894                               |
| Kanclerz Księstwa Lancaster                            | James Bryce | 1892–1894                               |
| Przewodniczący Rady Zarządu Lokalnego                  | Henry Fowler | 1892–1894                               |
| Poczmistrz generalny                                   | Arnold Morley | 1892–1894                               |
| Minister ds. Szkocji                                   | George Otto Trevelyan | 1892–1894                               |
| Przewodniczący Zarządu Handlu                          | Anthony John Mundella | 1892–1894                               |
| Parlamentarny sekretarz przy Zarządzie Handlu          | Thomas Burt | 1892–1894                               |
| Pierwszy komisarz ds. prac publicznych                 | George Shaw-Lefevre | 1892–1894                               |
| Przewodniczący Rady Rolnictwa                          | Herbert Gardner | 1892–1894                               |
| Paymaster-General                                      | Charles Seale-Hayne | 1892–1894                               |
| Prokurator generalny                                   | Charles Russell | 1892–1894                               |
| Solicitor General                                      | John Rigby | 1892–1894                               |
| Najwyższy Sędzia Wojskowy                              | Francis Jeune | 1892–1894                               |
| Lord adwokat                                           | John Balfour | 1892–1894                               |
| Solicitor General dla Szkocji                          | Alexander Asher | 1892–1894                               |
| Prokurator Generalny dla Irlandii                      | Hugh Hyacinth O’Rorke MacDermot | 1892–1894                               |
| Solicitor General dla Irlandii                         | Charles Hemphill | 1892–1894                               |
| Lord steward                                           | Gavin Campbell, 1. markiz Breadalbane | 1892–1894                               |
| Lord szambelan                                         | Robert Wynn Carrington, 3. baron Carrington | 1892–1894                               |
| Wiceszambelan Dworu Królewskiego                       | Charles Spencer | 1892–1894                               |
| Koniuszy królewski                                     | William Monson, 1. wicehrabia Oxenbridge | 1892–1894                               |
| Skarbnik Dworu Królewskiego                            | Edwyn Scudamore-Stanhope, 10. hrabia Chesterfield | 1892–1894                               |
| Kontroler Dworu Królewskiego                           | George Leveson-Gower | 1892–1894                               |
| Kapitan Gentelmen-at-Arms                              | George Venables-Vernon, 7. baron Vernon | 1892–1894                               |
| Kapitan Ochotników Gwardii                             | William Edwardes, 4. baron Kensington | 1892–1894                               |
| Opiekun stajni królewskich                             | Thomas Lister, 4. baron Ribblesdale | 1892–1894                               |
| Lord-in-waiting                                        | John Dalberg-Acton, 1. baron Acton Francis Stonor, 4. baron Camoys John Hamilton, 1. baron Hamilton of Dalzell Robert Collier, 2. baron Monkswell Frederick Glyn, 4. baron Wolverton Lyon Playfair, 1. baron Playfair Thomas Brassey, 1. baron Brassey Francis Douglas, wicehrabia Drumlanrig | 1892–1894 1892–1893 1892–1894 1894–1894 |

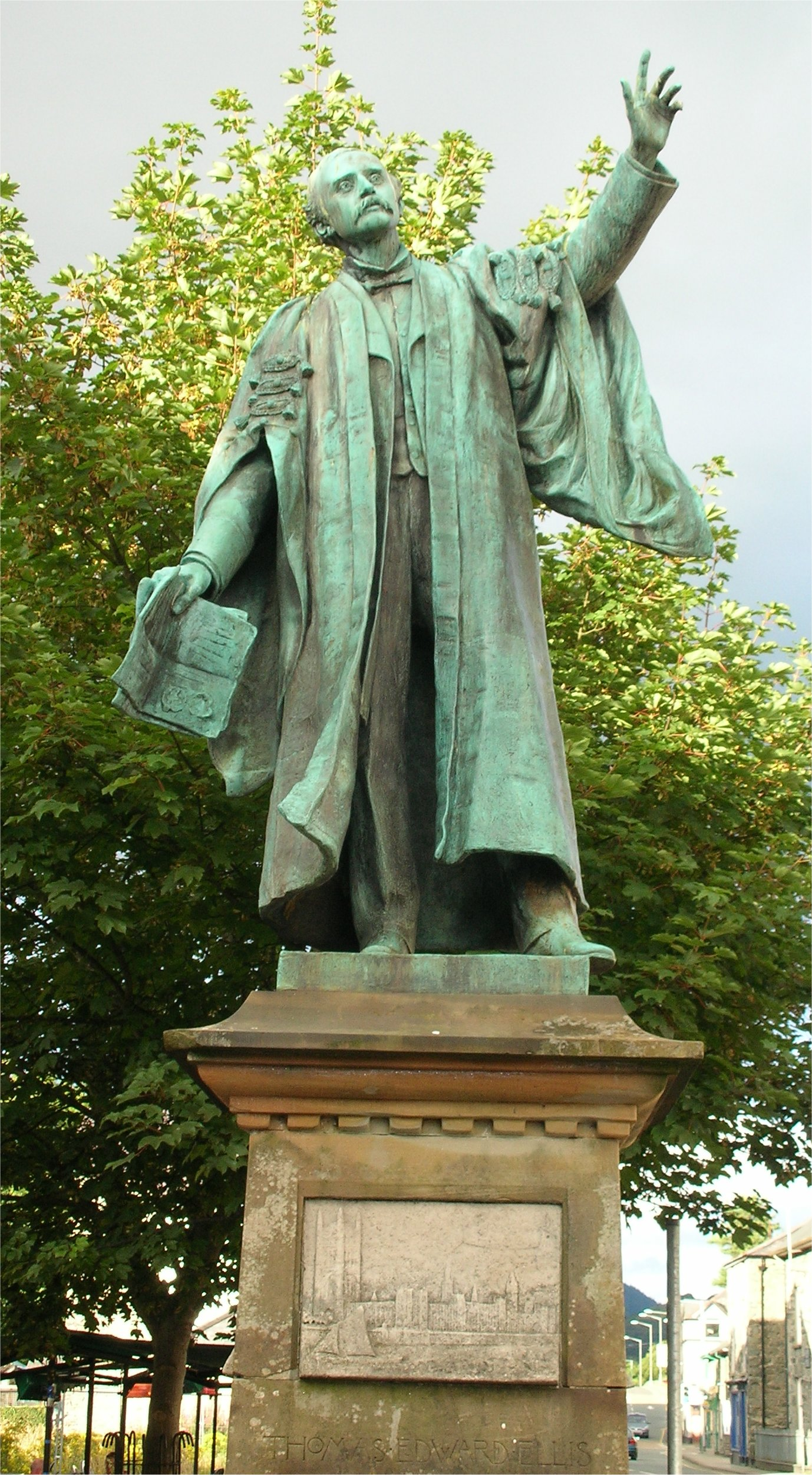
Thomas Edward Ellis, młodszy lord skarbu
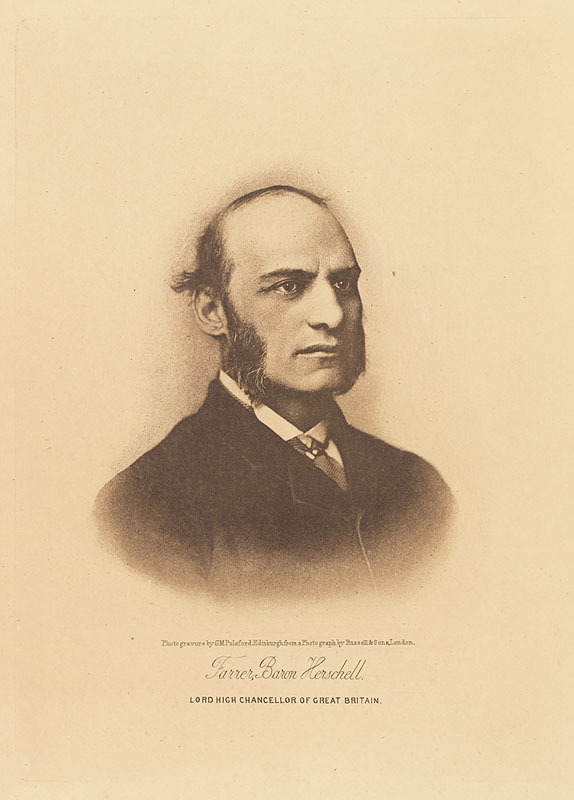
Baron Herschell, lord kanclerz
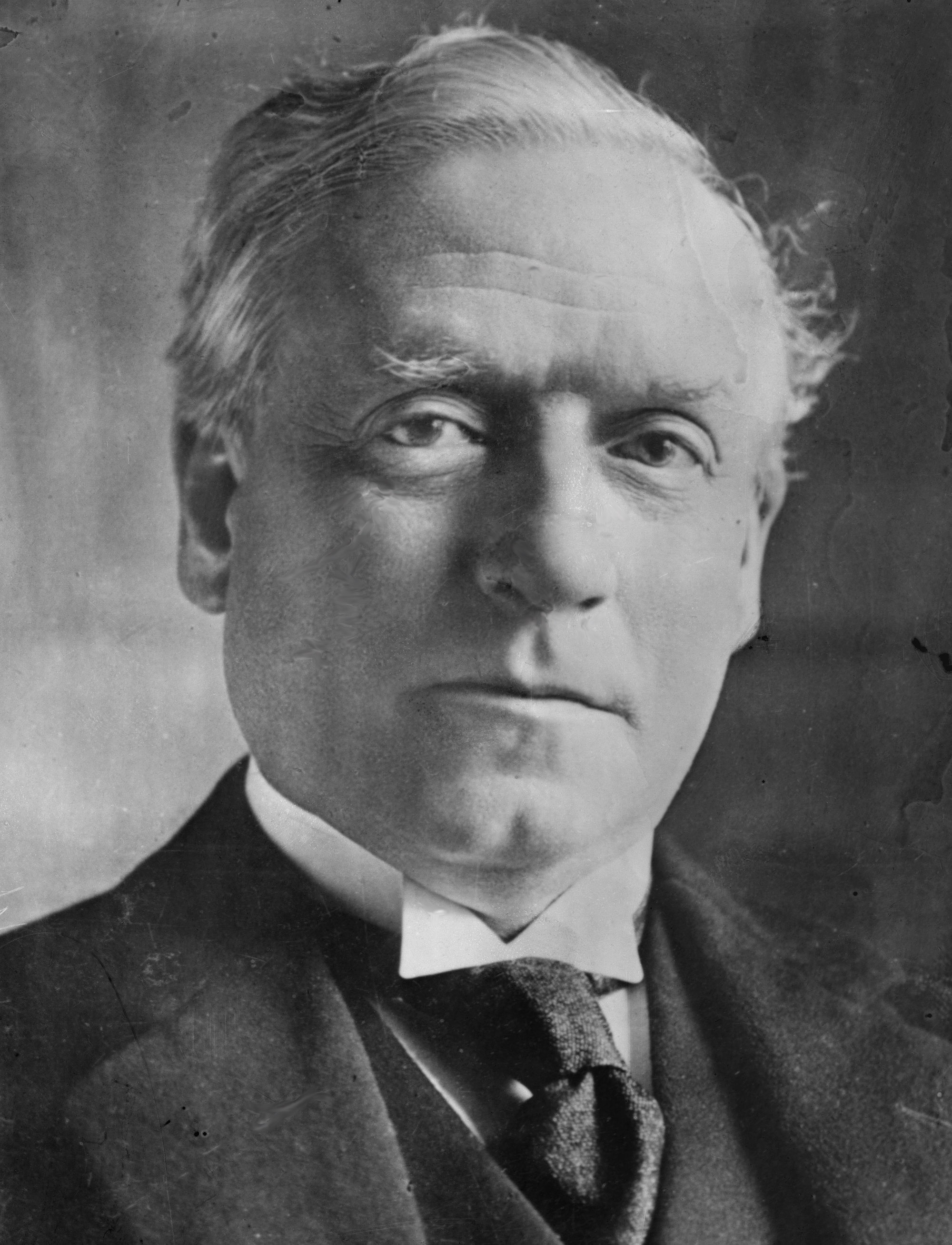
Herbert Henry Asquith, minister spraw wewnętrznych
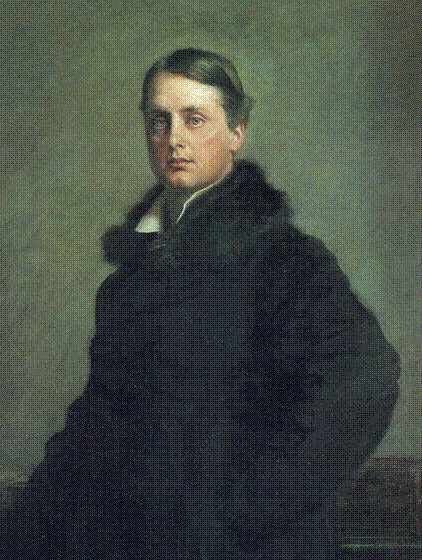
Hrabia Rosebery, minister spraw zagranicznych
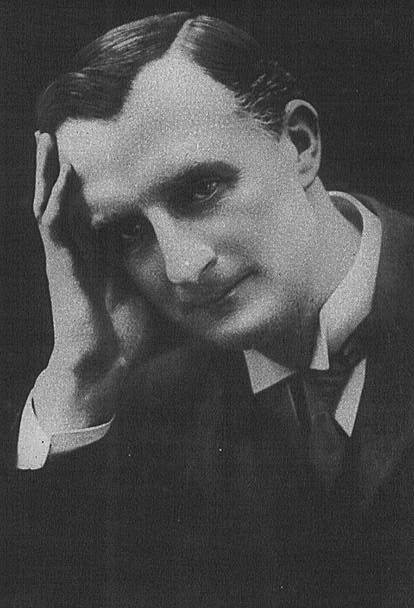
Edward Grey, podsekretarz stanu w ministerstwie spraw zagranicznych
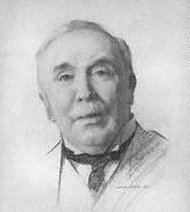
Henry Campbell-Bannerman, minister wojny
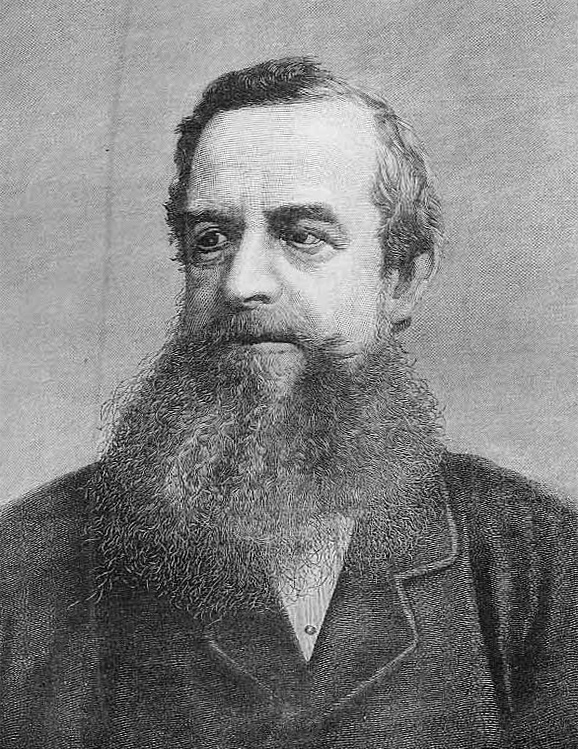
Markiz Ripon, minister kolonii
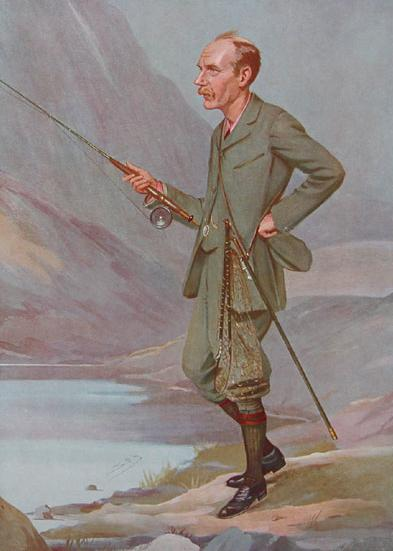
Sydney Buxton, podsekretarz stanu w ministerstwie kolonii
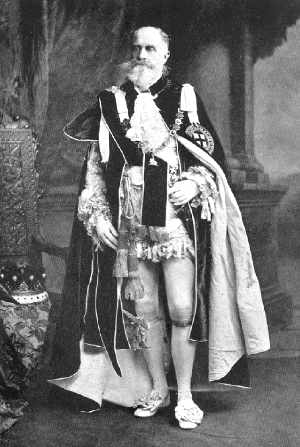
Hrabia Spencer, pierwszy lord Admiralicji
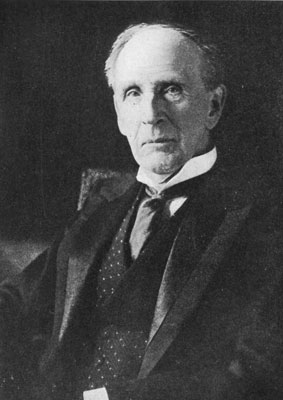
John Morley, główny sekretarz Irlandii
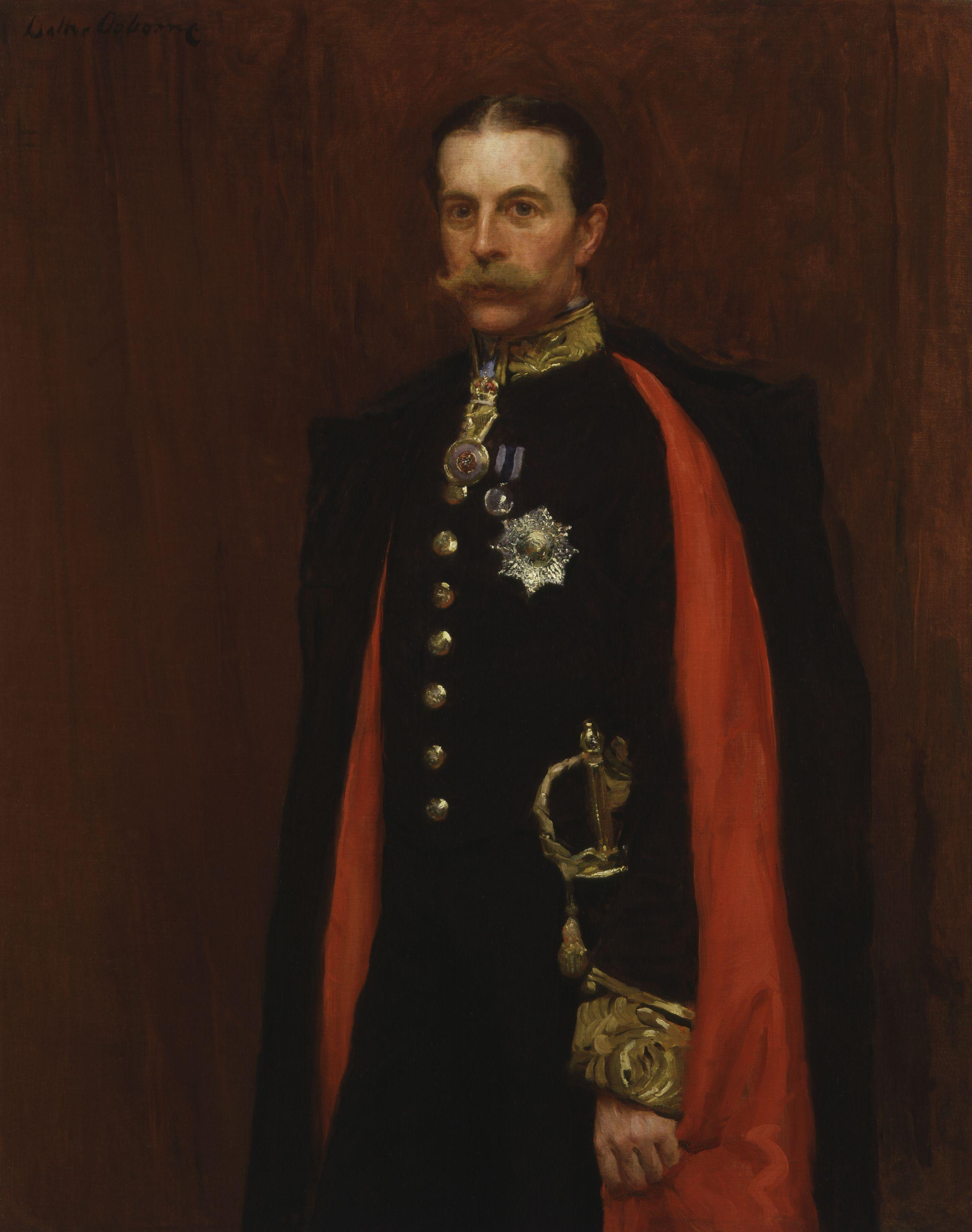
Baron Houghton, lord namiestnik Irlandii
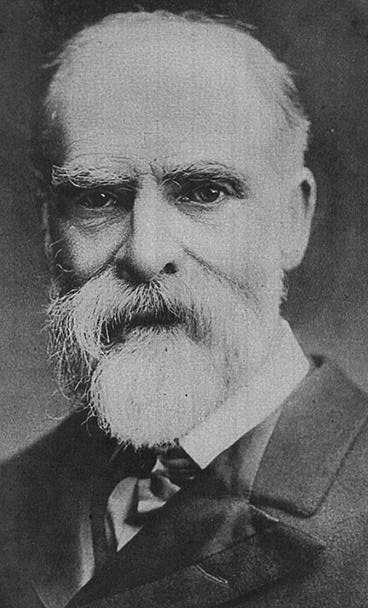
James Bryce, kanclerz Księstwa Lancaster
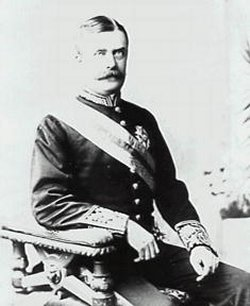
Baron Carrington, lord szambelan
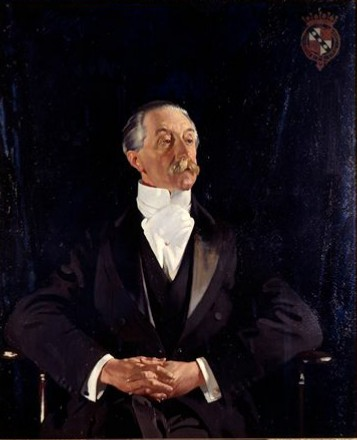
Charles Spencer, wiceszambelan Dworu Królewskiego
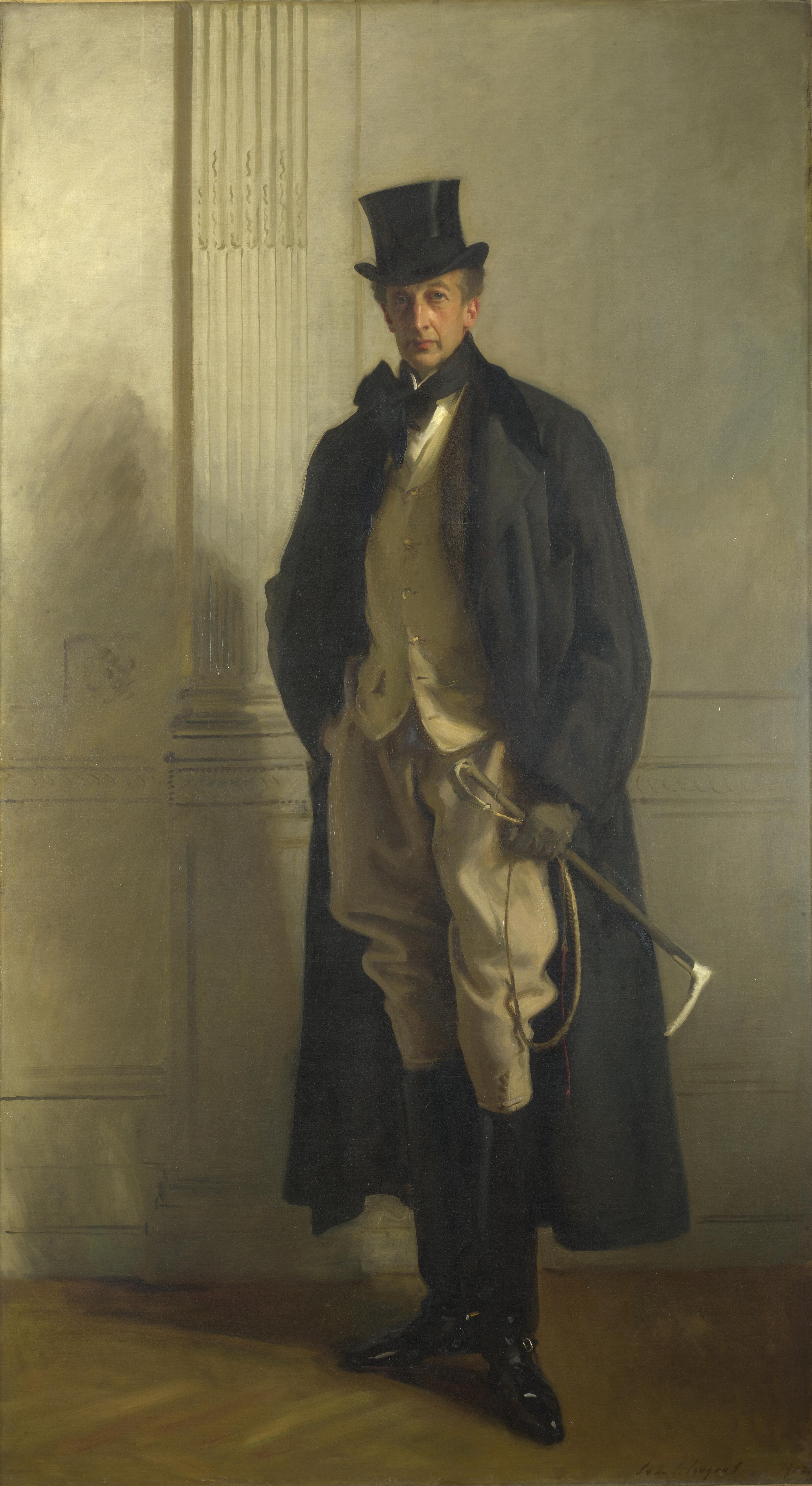
Baron Ribblesdale, opiekun stajni królewskich
Baron Acton, lord-in-waiting
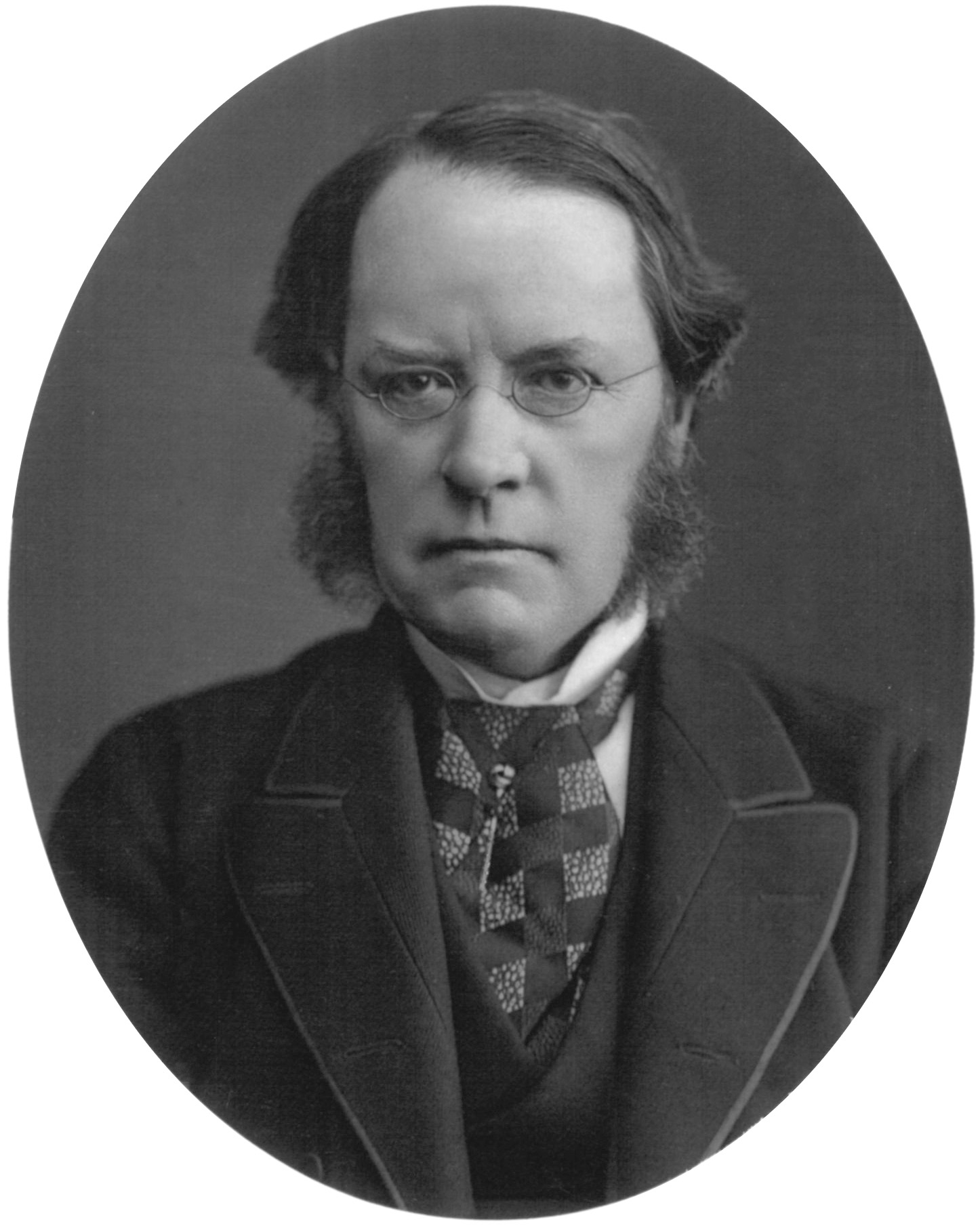
Lyon Playfair, lord-in-waiting
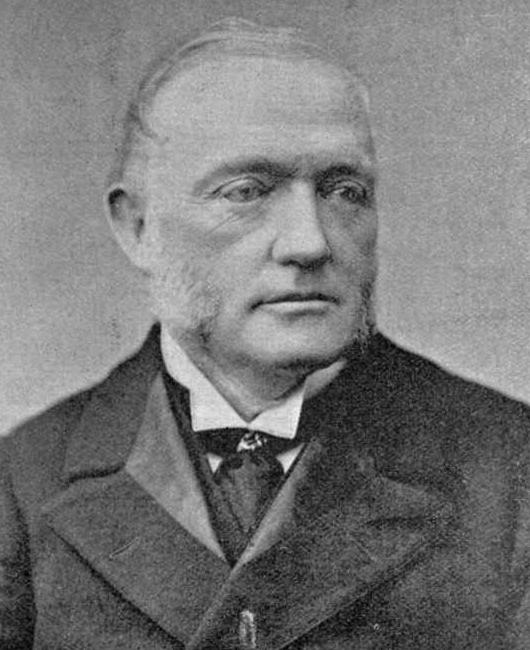
Baron Brassey, lord-in-waiting